# Athlétisme aux Jeux asiatiques de 1982
Navigation
Édition précédente Édition suivante
Les épreuves d'athlétisme aux Jeux asiatiques de 1982 se sont déroulées à New Delhi, en Inde.

## Résultats

### Hommes
| Épreuve | Or                                                                | Or                 | Argent                      | Argent          | Bronze                          | Bronze          |
| --- | ----------------------------------------------------------------- | ------------------ | --------------------------- | --------------- | ------------------------------- | --------------- |
| 100 m | Rabuan Pit Malaisie                                               | 10 s 68            | Chang Jae-keun Corée du Sud | 10 s 72         | Suchart Chairsuvaparb Thaïlande | 10 s 76         |
| 200 m | Chang Jae-keun Corée du Sud                                       | 20 s 89            | Toshio Toyota Japon         | 21 s 13         | Rabuan Pit Malaisie             | 21 s 25         |
| 400 m | Susumu Takano Japon                                               | 46 s 65            | K. K. Premachandran Inde    | 47 s 27         | Guo Shinqi Chine                | 47 s 36         |
| 800 m | Charles Borromeo Inde                                             | 1 min 46 s 81      | Kim Bok-joo Corée du Sud    | 1 min 47 s 55   | Faleh Naji Jarallah Iraq        | 1 min 47 s 73   |
| 1 500 m | Faleh Naji Jarallah Iraq                                          | 3 min 43 s 49 (NR) | Yutaka Hirai Japon          | 3 min 45 s 26   | Suresh Yadav Inde               | 3 min 45 s 62   |
| 5000 m | Masanari Shintaku Japon                                           | 13 min 53 s 74     | Zhang Guowei (fond) Chine   | 13 min 58 s 09  | Raj Kumar Inde                  | 13 min 59 s 90  |
| 10 000 m | Zhang Guowei Chine                                                | 29 min 37 s 56     | Kenji Ide Japon             | 29 min 37 s 71  | Park Won-keun Corée du Sud      | 29 min 38 s 17  |
| Marathon | Kim Yang-kon Corée du Sud                                         | 2 h 22 min 21      | Fumiaki Abe Japon           | 2 h 24 min 09   | Hosur Kukkappa Seetharan Inde   | 2 h 25 min 07   |
| 3000 m steeple | Tadasu Kawano Japon                                               | 8 min 47 s 36      | Gopal Singh Saini Inde      | 8 min 50 s 28   | Hector Begeo Philippines        | 8 min 52 s 40   |
| 110 m haies | Yoshifumi Fujimori Japon                                          | 14 s 09            | Zhang Shensheng Chine       | 14 s 51         | Praveen Jolly Inde              | 14 s 52         |
| 400 m haies | Takashi Nagao Japon                                               | 50 s 60            | Shigenori Ohmori Japon      | 50 s 83         | Ahmed Hamada Bahreïn            | 50 s 99         |
| Saut en hauteur | Zhu Jianhua Chine                                                 | 2,33 m             | Cai Shu Chine               | 2,22 m          | Takao Sakamoto Japon            | 2,14 m          |
| Saut à la perche | Tomomi Takahashi Japon                                            | 5,30 m             | Teruhisa Kamiya Japon       | 5,11 m          | Zhang Chen Chine                | 5,00 m          |
| Saut en longueur | Kim Yong-il Corée du Sud                                          | 7,94 m             | Liu Yuhuang Chine           | 7,89 m          | Junichi Usui Japon              | 7,87 m          |
| Triple saut | Zou Zhenxian Chine                                                | 16,80 m            | Yasushi Ueta Japon          | 16,23 m         | Sammudi Balasubramaniam Inde    | 16,14 m         |
| Lancer du poids | Bahadur Singh Chouhan Inde                                        | 18,54 m            | Mohammed al-Zinkawi Koweït  | 17,56 m         | Balwinder Singh Inde            | 17,44 m         |
| Lancer du disque | Li Weinan Chine                                                   | 58,50 m            | Kuldip Singh Inde           | 53,50 m         | Li Zheng Chine                  | 53,34 m         |
| Lancer du marteau | Shigenobu Murofushi Japon                                         | 71,14 m            | Masayuki Kawata Japon       | 66,96 m         | Xie Yingqi Chine                | 64,48 m         |
| Lancer du javelot | Toshihiko Takeda Japon                                            | 75,04 m            | Yang Eun-myung Corée du Sud | 73,62 m         | Gurtej Singh Inde               | 71,58 m         |
| Décathlon | Wang Kangqiang Chine                                              | 7431 pts           | Zhai Yingjian Chine         | 7232 pts        | Monassar Mohammed Saleh Qatar   | 7009 pts        |
| 20 km marche | Chand Ram Inde                                                    | 1 h 29 min 29 s    | Wang Chuntang Chine         | 1 h 29 min 50 s | Zhang Fuxin Chine               | 1 h 33 min 34 s |
| 50 km marche | Wang Chuntang Chine                                               | 4 h 09 min 36 s    | Qiu Shiyong Chine           | 4 h 19 min 43 s | Akira Fujisaki Japon            | 4 h 39 min 41 s |
| 4 × 100 m | Chine Wang Shaoming He Baodong Yu Zhuanghui Yuan Guoqiang         | 39 s 82 (CR)       | Thaïlande                   | 39 s 92         | Japon                           | 39 s 97         |
| 4 × 400 m | Japon Kazunori Asaba Shigenori Ōmori Hiromi Kawasumi Junichi Usui | 3 min 6 s 75       | Iraq                        | 3 min 08 s 34   | Chine                           | 3 min 09 s 57   |
| Records et Performances - AR : Record continental (area record) - CR : Record des championnats (championship record) - MR : Record du meeting (meet record) - NR : Record national (national record) - OR : Record olympique (olympic record) - PR : Record paralympique (paralympic record) - PB : Record personnel (personal best) - SB : Meilleure performance personnelle de la saison (season's best) - WL : Meilleure performance mondiale de l'année (world leader) - WJR : Record du monde junior (world junior record) - WR : Record du monde (world record) Circonstances et Conditions - DNF : N'a pas terminé (did not finish) - DNS : N'a pas pris le départ (did not start) - DQ : Disqualification (disqualification) - NM : Aucun essai valable enregistré (No Mark) - Q : Qualifié « directement » au prochain tour (ou à la prochaine compétition), lors d'une compétition majeure, grâce au classement ou à la réalisation des minima (automatic qualifier) - q : Qualifié au prochain tour (ou à la prochaine compétition), lors d'une compétition majeure, grâce au repêchage ou à la réalisation de l'une des meilleures performances parmi celles des « non qualifiés directement » (grâce au meilleur temps ou à la meilleure distance par exemple) (secondary qualifier) |                                                                   |                    |                             |                 |                                 |                 |

### Femmes
| Épreuve | Or                          | Or            | Argent                     | Argent        | Bronze                    | Bronze        |
| --- | --------------------------- | ------------- | -------------------------- | ------------- | ------------------------- | ------------- |
| 100 m | Lydia de Vega Philippines   | 11 s 76       | P. T. Usha Inde            | 11 s 95       | Mo Myung-Hee Corée du Sud | 11 s 99       |
| 200 m | Hiromi Isozaki Japon        | 24 s 22       | P.T. Usha Inde             | 24 s 32       | Mo Myung-Hee Corée du Sud | 24 s 49       |
| 400 m | Hiromi Isozaki Japon        | 54 s 43       | Junko Yoshida Japon        | 54 s 75       | Padmini Thomas Inde       | 55 s 14       |
| 800 m | Chang Yong-Ae Corée du Nord | 2 min 05 s 69 | Geeta Zutshi Inde          | 2 min 05 s 77 | Guo Guimei Chine          | 2 min 06 s 59 |
| 1 500 m | Chang Yong-Ae Corée du Nord | 4 min 19 s 33 | Geeta Zutshi Inde          | 4 min 19 s 40 | Kim Ok-Sun Corée du Nord  | 4 min 23 s 22 |
| 3 000 m | Kim Ok-Sun Corée du Nord    | 9 min 30 s 22 | Kim Chun-Hwa Corée du Nord | 9 min 32 s 36 | Shino Izutsu Japon        | 9 min 34 s 44 |
| 100 m haies | Emi Akimoto Japon           | 13 s 63       | Chizuko Akimoto Japon      | 13 s 98       | Dai Jianhua Chine         | 14 s 00       |
| 400 m haies | M. D. Valsamma Inde         | 58 s 47       | Yumiko Aoi Japon           | 59 s 08       | Liu Giuhua Chine          | 59 s 42       |
| Saut en hauteur | Zheng Dazhen Chine          | 1,89 m        | Hisayo Fukumitsu Japon     | 1,87 m        | Yang Wenqin Chine         | 1,85 m        |
| Saut en longueur | Liao Wenfen Chine           | 6,41 m        | Mercy Kuttan Inde          | 6,26 m        | Li Huirong Chine          | 6,20 m        |
| Lancer du poids | Li Meisu Chine              | 17,77 m       | Shen Lijuan Chine          | 17,25 m       | Tetsuko Watase Japon      | 13,90 m       |
| Lancer du disque | Li Xiaohui Chine            | 57,24 m       | Xin Xiaoyan Chine          | 52,20 m       | Harumi Suzuki Japon       | 47,20 m       |
| Lancer du javelot | Emi Matsui Japon            | 60,52 m       | Li Shufen Chine            | 58,12 m       | Minori Mori Japon         | 54,70 m       |
| Heptathlon | Ye Peisu Chine              | 5594 pts      | Ye Lianying Chine          | 5493 pts      | Tomoko Uchida Japon       | 5423 pts      |
| 4 × 100 m | Japon                       | 45 s 13       | Thaïlande                  | 45 s 97       | Corée du Sud              | 46 s 27       |
| 4 × 400 m | Japon                       | 3 min 37 s 44 | Indonésie                  | 3 min 38 s 32 | Chine                     | 3 min 39 s 84 |
| Records et Performances - AR : Record continental (area record) - CR : Record des championnats (championship record) - MR : Record du meeting (meet record) - NR : Record national (national record) - OR : Record olympique (olympic record) - PR : Record paralympique (paralympic record) - PB : Record personnel (personal best) - SB : Meilleure performance personnelle de la saison (season's best) - WL : Meilleure performance mondiale de l'année (world leader) - WJR : Record du monde junior (world junior record) - WR : Record du monde (world record) Circonstances et Conditions - DNF : N'a pas terminé (did not finish) - DNS : N'a pas pris le départ (did not start) - DQ : Disqualification (disqualification) - NM : Aucun essai valable enregistré (No Mark) - Q : Qualifié « directement » au prochain tour (ou à la prochaine compétition), lors d'une compétition majeure, grâce au classement ou à la réalisation des minima (automatic qualifier) - q : Qualifié au prochain tour (ou à la prochaine compétition), lors d'une compétition majeure, grâce au repêchage ou à la réalisation de l'une des meilleures performances parmi celles des « non qualifiés directement » (grâce au meilleur temps ou à la meilleure distance par exemple) (secondary qualifier) |                             |               |                            |               |                           |               |

## Tableau des médailles
| Rang | Nation        | Or | Argent | Bronze | Total |
| ---- | ------------- | -- | ------ | ------ | ----- |
| 1    | Japon         | 15 | 12     | 9      | 36    |
| 2    | Chine         | 12 | 11     | 12     | 34    |
| 3    | Inde          | 4  | 8      | 8      | 20    |
| 4    | Corée du Sud  | 3  | 3      | 4      | 10    |
| 5    | Corée du Nord | 3  | 1      | 1      | 5     |
| 6    | Iraq          | 1  | 1      | 1      | 3     |
| 7    | Philippines   | 1  | 0      | 1      | 2     |
| 7    | Malaisie      | 1  | 0      | 1      | 2     |
| 9    | Thaïlande     | 0  | 2      | 1      | 3     |
| 10   | Indonésie     | 0  | 1      | 0      | 1     |
| 10   | Koweït        | 0  | 1      | 0      | 1     |
| 12   | Qatar         | 0  | 0      | 1      | 1     |
| 12   | Bahreïn       | 0  | 0      | 1      | 1     |